# 法國航空422號班機空難
法國航空422號班機是法國航空於1998年4月20日前一班從哥倫比亞首都波哥大前往厄瓜多爾首都基多的定期航班。當天，法航一架從厄瓜多爾TAME航空租用的波音727-230客機從哥倫比亞波哥大艾多拉杜國際機場起飛時，因大霧及低能見度，導致起飛不久撞向機場以東的山區內，導致全機43名乘客及10名機員罹難。

## 外部連結
- Aviation Safety Network 報告（页面存档备份，存于）